# Rozhledna Tišnov
Rozhledna Tišnov, také známá jako rozhledna na Klucanině či Klucanina, je rozhledna na kopci Klucanina (415 m n. m.) v Tišnově, v okrese Brno-venkov.
Zděná rozhledna stojí v nadmořské výšce 400,8 m. Její celková výška je 29,3 m a na nejvyšší, třetí, vyhlídkovou plošinu ve výšce 24,6 m vede 133 schodů. Rozhledna je otevřena celoročně a není vybíráno vstupné. 

## Historie rozhledny
První rozhlednu na Klucanině postavil Klub českých turistů v roce 1934. Jejího slavnostního otevření se zúčastnili mimo jiné i herec Vlasta Burian a sportovec Gustav Frištenský. Dřevěná rozhledna během II. světové války chátrala a v 50. letech 20. století byla stržena, zůstala pouze kamenná podezdívka, která později posloužila jako základ nové rozhledny.
Současná zděná rozhledna byla slavnostně otevřena 11. října 2003. Její stavbu iniciovalo a organizovalo občanské sdružení Rozhled na Tišnov. Rozhlednu navrhli architekti Helena a Luboš Chvílovi, vzhledem se podobá té původní dřevěné. Vstup je veden vnitřním schodištěm (133 schodů) a původní rozpočet 4 888 000 Kč se podařilo snížit na 3 388 500 Kč. Finance na výstavbu poskytlo město Tišnov a Ministerstvo pro místní rozvoj, velká část byla vybrána ve veřejné sbírce. 

## Fotogalerie

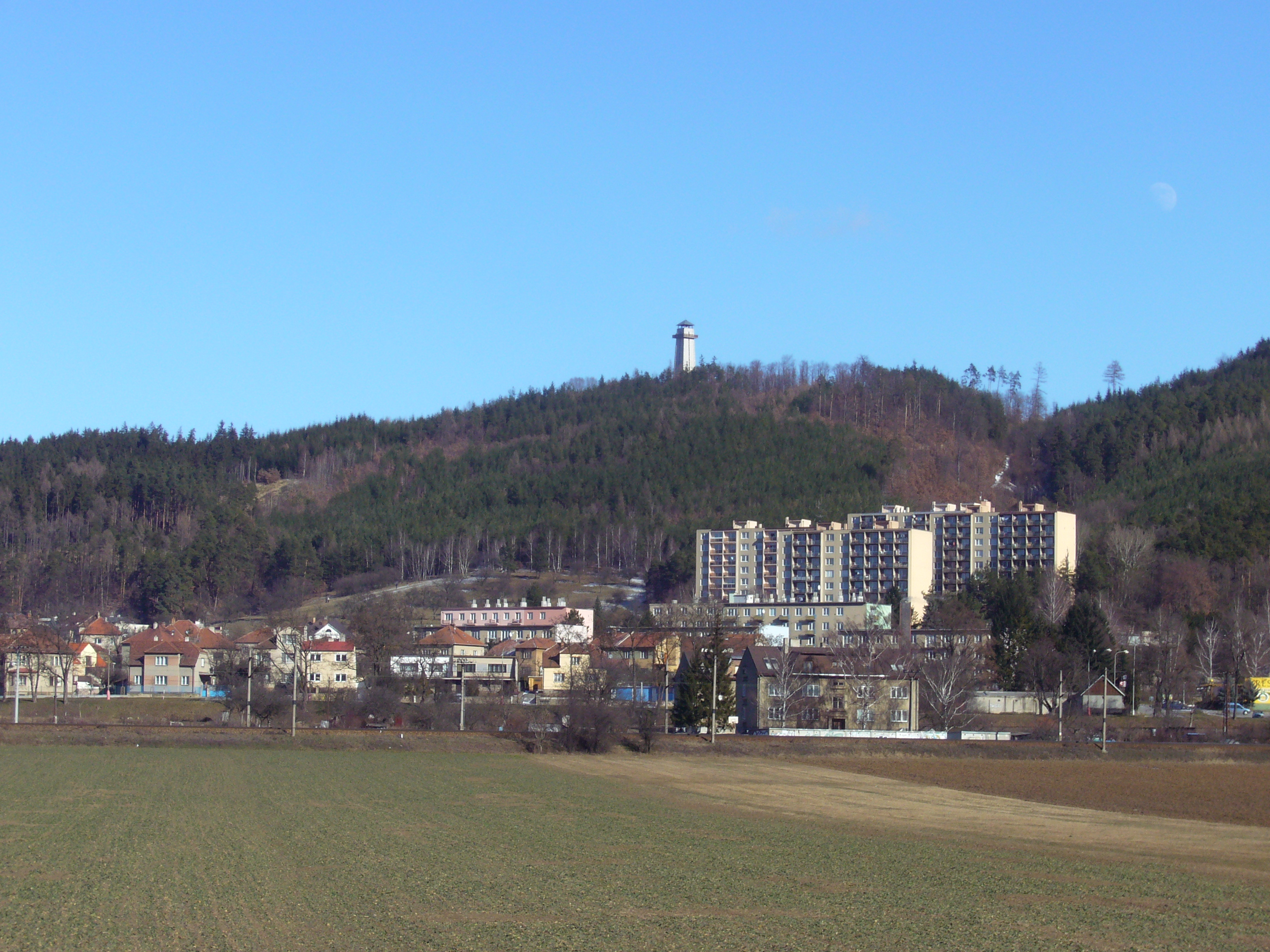
Rozhledna na Klucanině
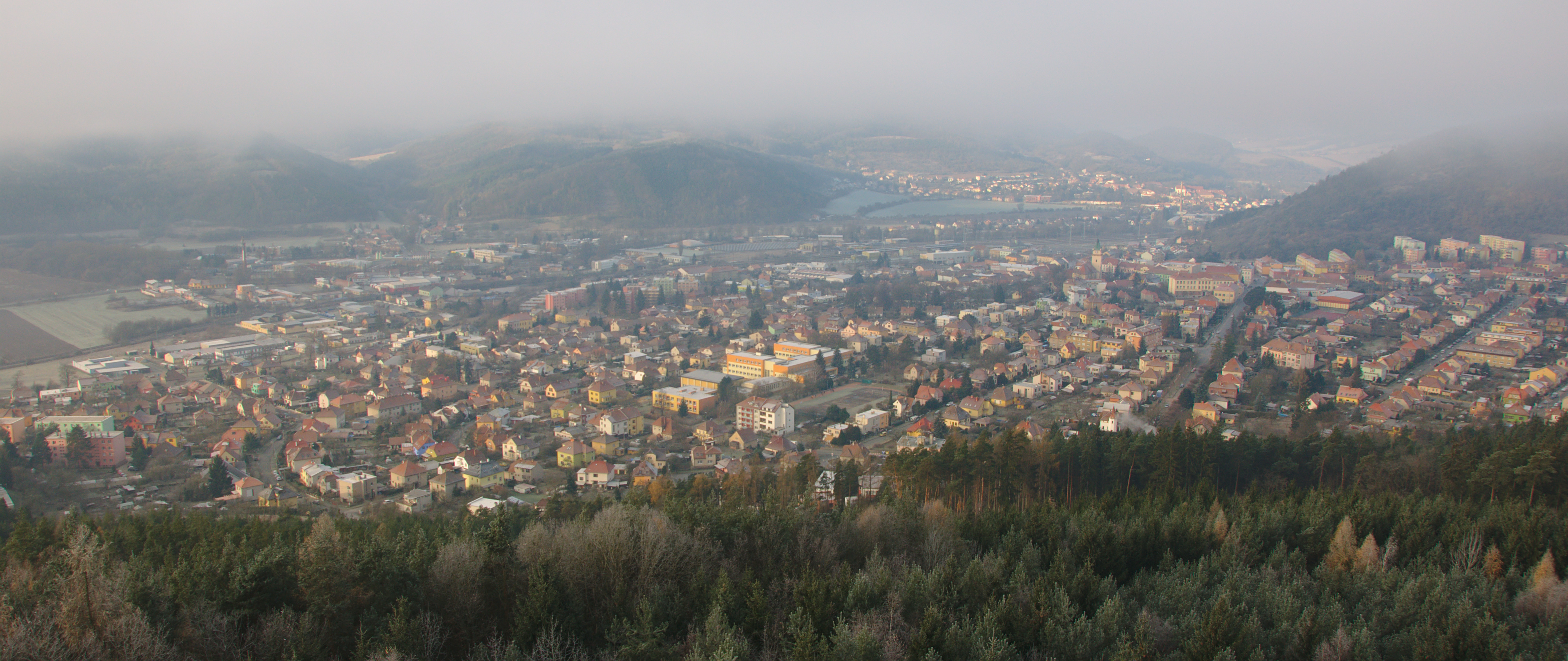
Výhled na Tišnov z rozhledny
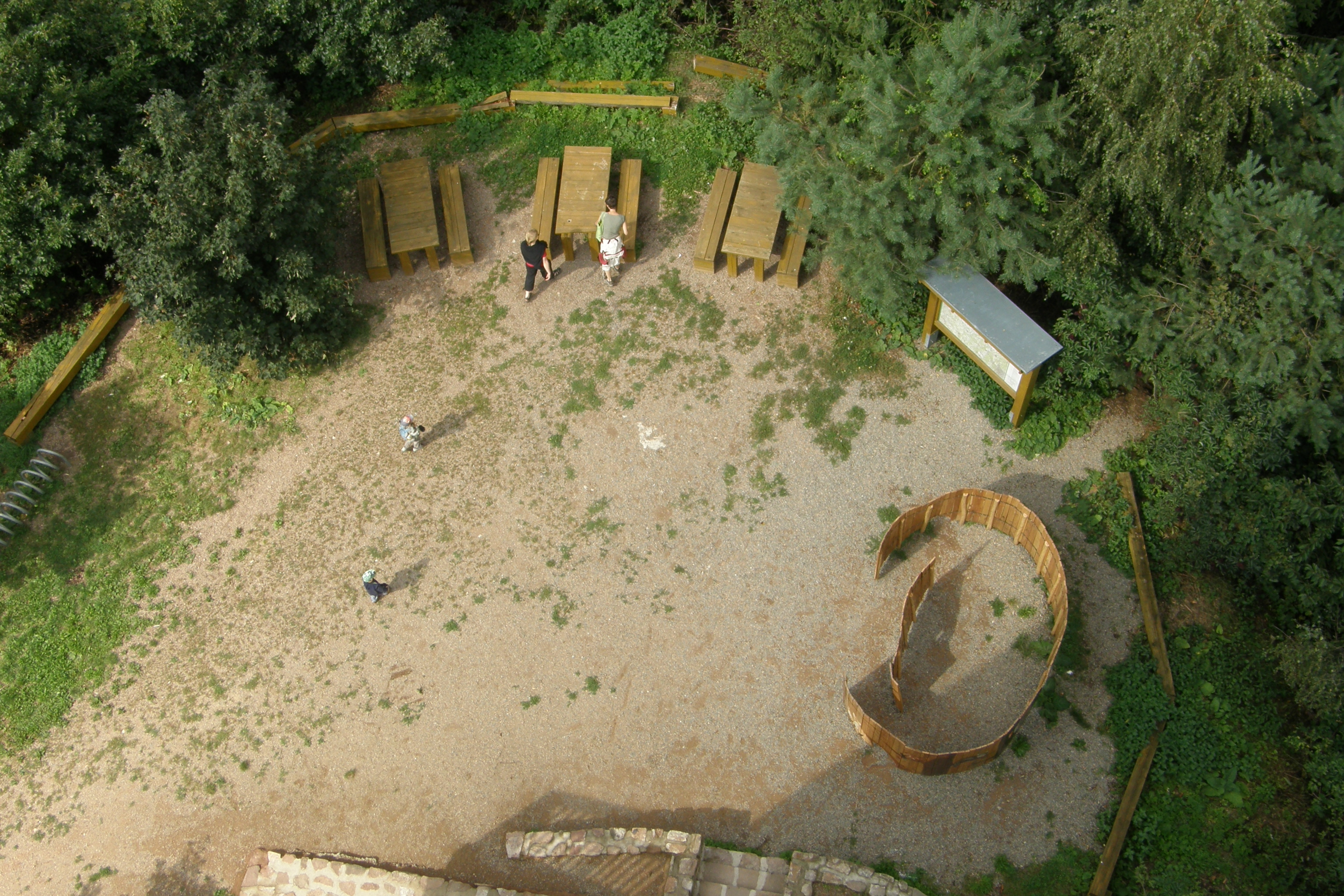
Odpočinková plocha u rozhledny
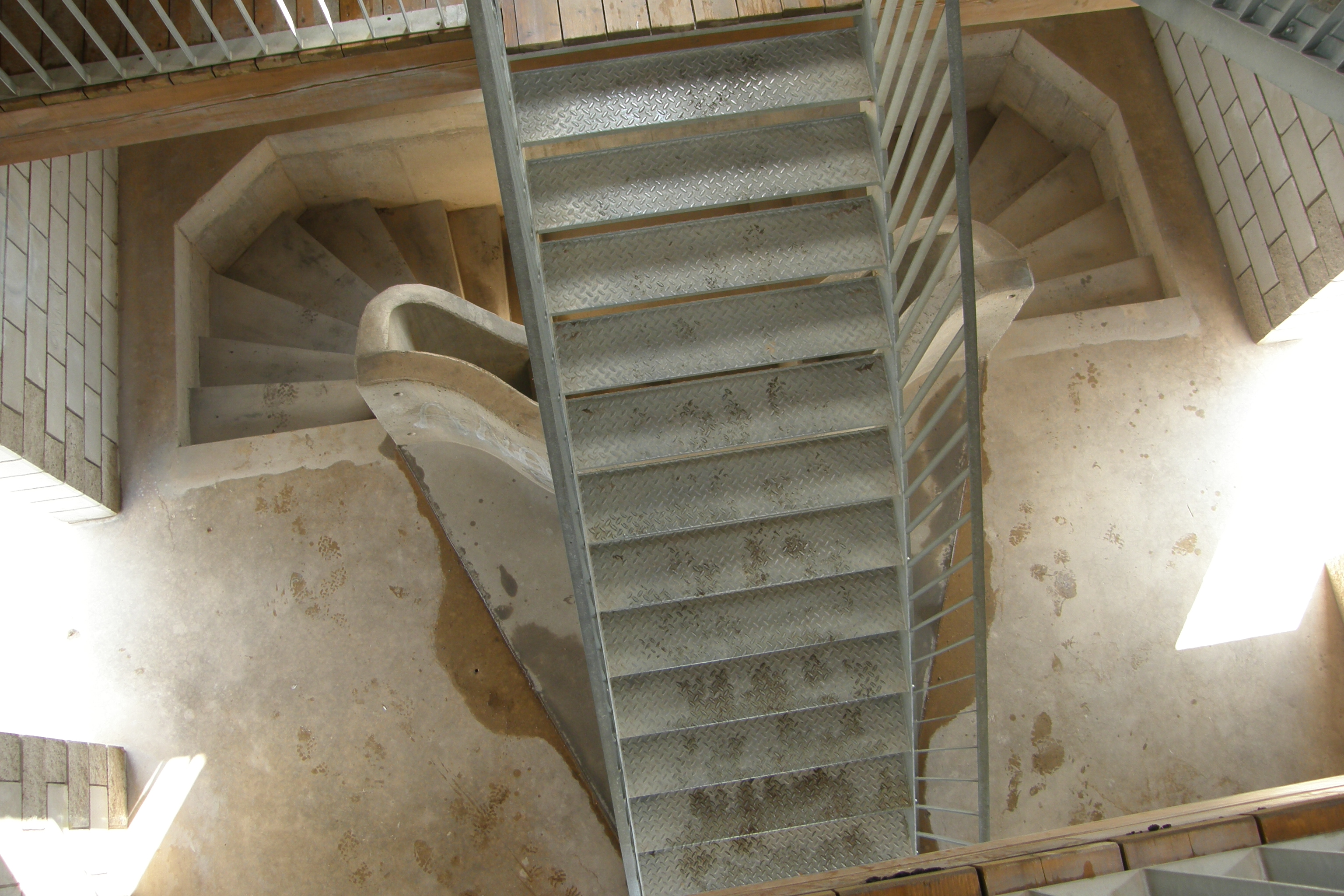
Řešení schodiště v nejnižším patře rozhledny
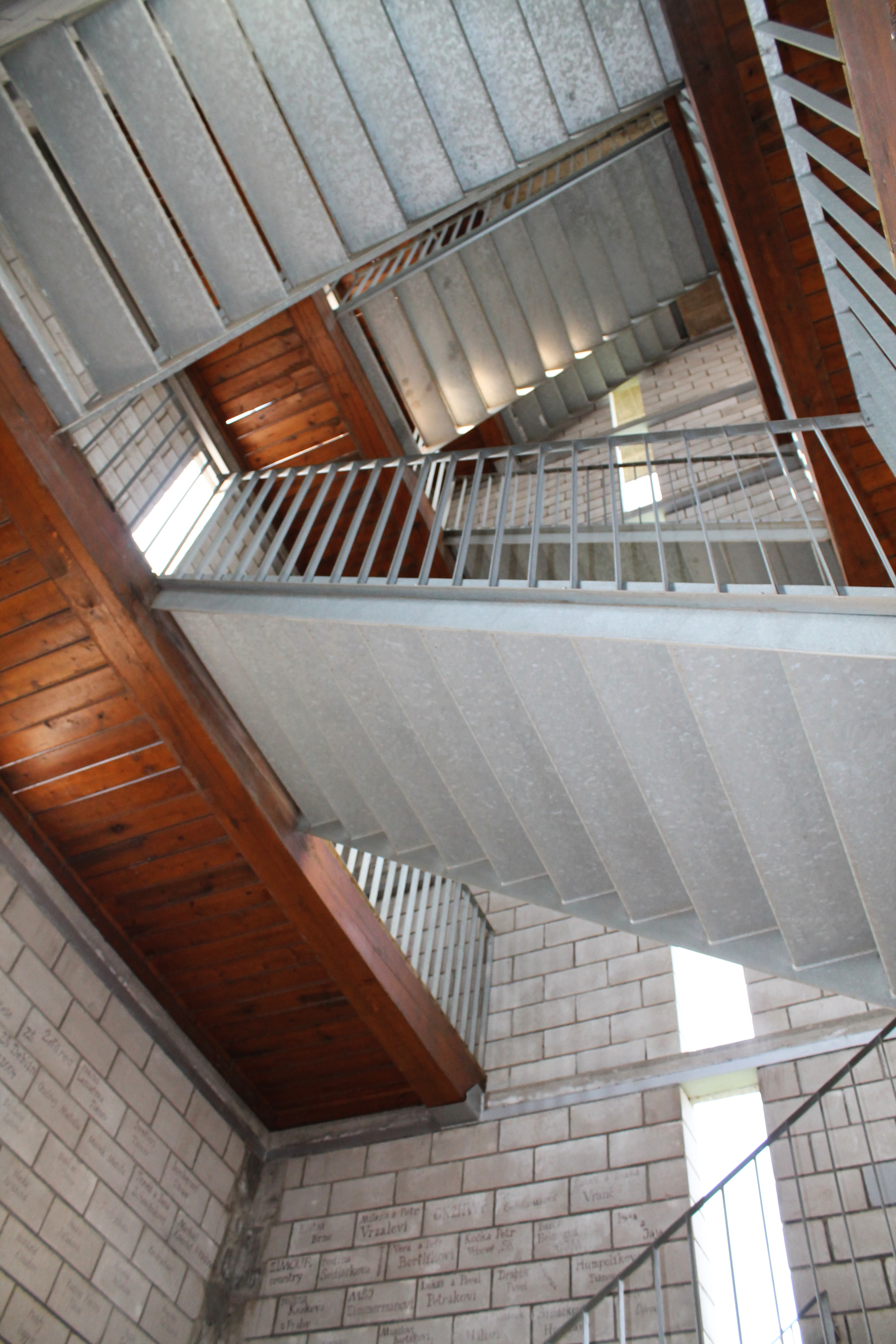
Pohled do nitra rozhledny se schodištěm
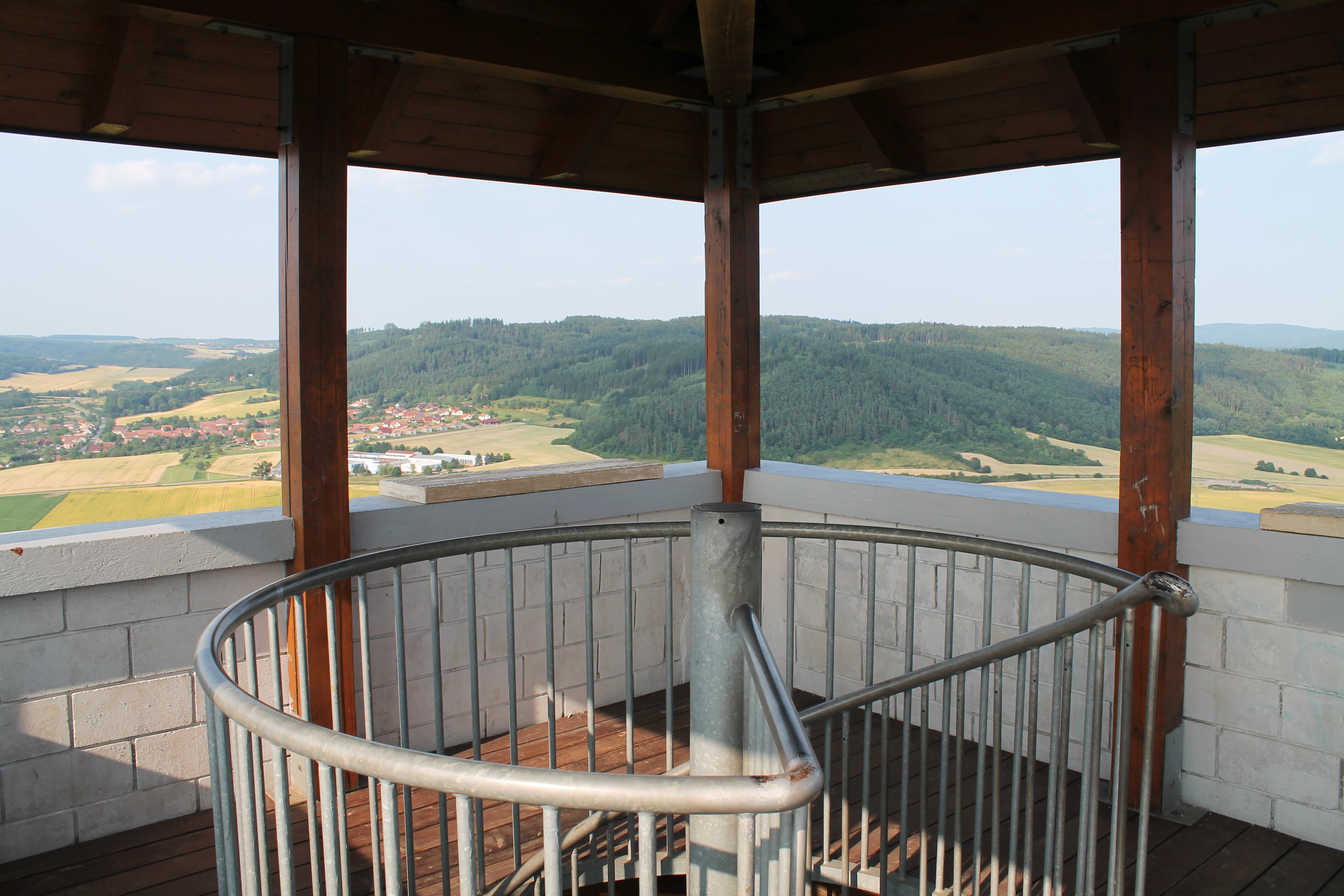
Nejvyšší vyhlídkový ochoz